# Bernard František Palka
Bernard František Palka, O.Praem. (19. ledna 1927 Sazovice – 31. prosince 2015 Kroměříž) byl v letech 1993–1999 priorem de regimine (převor s právy opata) kláštera premonstrátů v Nové Říši na Moravě.

## Život
Narodil se jako František Palka se v Sazovicích (okr. Zlín) v roce 1927. Maturoval v roce 1948 a následně zahájil noviciát v novoříšském klášteře. O rok později začal se studiem teologie v Praze. Bydlel v klášteře na Strahově, kde zažil v roce 1950 násilný zábor klášterů (viz Akce K). Spolu se strahovskými a želivskými premonstráty byl internován v broumovském klášteře. Na podzim r. 1950 nastoupil k PTP. V roce 1954 byl propuštěn do civilu a následně pracoval jako projektant.
Tajně studoval teologii a v roce 1968 přijal tajně kněžské svěcení z rukou biskupa Felixe Davídka. Veřejnou kněžskou činnost však vykonávat nesměl. To mu bylo umožněno až po roce 1989, kdy byla obnovena komunita v novoříšském klášteře. Vzhledem k nemocem starého opata Augustina Machalky byl v roce 1993 Bernard Palka zvolen převorem s právy opata. Snažil se stabilizovat život v klášteře a uvést v širší známost novoříšské řeholníky umučené za nacismu v Osvětimi (opat Pavel Jan Souček, převor Vavřinec Novotný, kněží Norbert Hrachovský, Zikmund Záběhlický a Siard Nevrkla). V roce 1999 se v Nové Říši konala opatská volba, v níž byl zvolen Marian Rudolf Kosík. Palka zůstal v Nové Říši jako komunitní převor, farář místní farnosti a administrátor ex currendo v Dlouhé Brtnici a Krasonicích.
V roce 2004 byl uvolněn z funkce převora. Žil nadále v klášteře, a byla mu ponechána správa krasonické farnosti. Později se přestěhoval k Voršilkám do Charitního domova v Kroměříži, kde pobýval až do své smrti.
Pohřben byl v pondělí dne 11. ledna 2016 do řádového hrobu na hřbitově v Nové Říši.